# (2660) Wasserman
(2660) Wasserman es un asteroide perteneciente al cinturón de asteroides, descubierto el 21 de marzo de 1982 por Edward Bowell desde la Estación Anderson Mesa (condado de Coconino, cerca de Flagstaff, Arizona, Estados Unidos).

## Designación y nombre
Designado provisionalmente como 1982 FG. Fue nombrado Wasserman en honor al astrónomo estadounidense Lawrence Harvey Wasserman.